# Enrique Durán y Tortajada
Enrique Durán y Tortajada (Valencia, 27 de agosto de 1895- Valencia, 28 de junio de 1967) fue un poeta y dramaturgo español, hermano del escritor Miquel Durán de Valencia, con el cual escribió algunas obras en colaboración.

## Biografía
Su padre, Miguel, natural de Andorra, era agente comercial, y su madre, Cirila, era maestra y natural de Benimodo. Muy joven, a los 16 años, murió su padre, lo cual le llevó a continuar con el trabajo de su  progenitor, aunque no dejó de escribir y a colaborar con varias publicaciones de carácter periódico.
Entre otras revistas y diarios colaboró a Avant, Valencia Cultural, El Cuento del Dumenche y València Mensual, de la ciudad de Valencia; El Progreso de Játiva; Tierra Levantina, de Buenos Aires; y Senyera, de México. En 1915 fue vocal de la primera junta directiva de Juventud Nacionalista Republicana. El año 1930 fundó con Francesc Almela y Vivas la serie Nostra Novel·la. Durante la Guerra Civil fue concejal y teniente de alcalde del Ayuntamiento de Valencia.
En su obra poética, considerada muestra del "Paisajismo sentimental",  sigue la ruta marcada por Teodor Llorente. Además fue amigo de Nicolau Primitiu, con quien mantenía correspondencia.
Fue uno de los signatarios de las Normas de Castelló, en 1932.
Formó parte de la "Agrupació Valencianista de la Dreta, constituida el 22 de octubre de 1933, y que tuvo un breve funcionamiento.
Participó, como alumno, de los primeros cursos de "Llengua i cultura valencianes" que se dieron en la Universidad de València en 1954.

## Obras
(lista no exhaustiva)

### Teatro
- 1919 La senda azul, Teatro Olympia de Valencia
- 1921 Tronada d'estiu, Teatro Lírico de Valencia
- 1921 Beniflors, sarsuela en dos actos, en colaboración con Eduardo Mallent, música de Manuel Palau
- 1929 Les dones són el dimoni, con Miquel Duran, Barcelona
- 1931 Ahí va un cassador! (sic), con Miquel Duran, Teatro Alkázar, Valencia, 4 de enero
- 1932 Un home de sort, con Miquel Duran, Teatro Valencià, 18 de noviembre
- 1934 Paraís sis, tercer pis, con Miquel Duran, Nostre Teatre, Valencia, 23 de febrero

### Narrativa
- 1916 La predicció, cuento publicado en El cuento del Dumenche
- 1930 Un drama en un poble,[9] cuento publicado en la colección Nostra Novel·la.
- 1931 Ninots de falla, cuento publicado en la colección Nostra Novel·la.
- 1931 Els ulls de l'espirit, cuento publicado en la colección Nostra Novel·la.
- 1960 Las visiones remotas
- 1961 La crónica viajera

### Poesía
- 1942 Els sonets de la llar
- 1942 Les cançons de l'horta
- 1945 Poema de Valencia
- 1947 El poema de l'aigua
- 1949 El ramell líric
- 1952 Les hores clares
- 1957 Lejanías azules. Successor de Vives Mora. Valencia.
- 1963 Semprevives. Antologia poètica.
- Pomell de rimes
- Poemes i madrigals
- Retaule vicentí